# Новоукраинка (Башкортостан)
Новоукра́инка (баш. Новоукраинка) — деревня в Хайбуллинском районе Башкортостана, входит в состав Таналыкского сельсовета.

## Географическое положение
Расстояние до:
- районного центра (Акъяр): 34 км,
- центра сельсовета (Подольск): 10 км,
- ближайшей ж/д станции (Сара): 92 км.

## Население
| 2002 | 2010 |
| ---- | ---- |
| 206  | ↗233 |

### Национальный состав
Согласно переписи 2002 года, преобладающая национальность — башкиры (90 %).